# Никольское сельское поселение (Усть-Кубинский район)
Никольское сельское поселение — упразднённое сельское поселение в составе Усть-Кубинского района Вологодской области.
Центр — село Никольское.
Образовано 1 января 2006 года в соответствии с Федеральным законом № 131 «Об общих принципах организации местного самоуправления в Российской Федерации».

## География
Расположено на западе района. Граничит:
- на юго-востоке с Устьянским сельским поселением,
- на востоке с Заднесельским сельским поселением,
- на севере с Троицким сельским поселением,
- на западе с Николоторжским сельским поселением Кирилловского района и Новленским сельским поселением Вологодского района.
- на юго-западе — с Кубенским озером (на другом берегу Вологодский район).

По территории протекают реки Уфтюга, Макаровка, проходит автодорога Устье — Никольское.

## История
В 1999 году был утверждён список населённых пунктов Вологодской области. Согласно этому списку, в состав Никольского сельсовета входили 28 населённых пунктов, центр — село Никольское.
В 2000 году были упразднены деревни Бовыкино и Телилово.
1 января 2006 года сельсовет был преобразован в сельское поселение.
С тех пор состав сельского поселения не менялся и был зафиксирован с утверждением Реестра административно-территориальных единиц Вологодской области 1 марта 2010 года.
Законом Вологодской области от 28 апреля 2015 года № 3631-ОЗ, Заднесельское, Никольское и Устьянское сельские поселения преобразованы, путём объединения, в сельское поселение Устьянское с административным центром в селе Устье.

## Населённые пункты
В состав сельского поселения входят 26 населённых пунктов, в том числе
24 деревни,
2 села.
| Населённый пункт          | ОКАТО          | Рег. номер | Расстояние до районного центра, км | Расстояние до центра поселения, км | Координаты                      |
| ------------------------- | -------------- | ---------- | ---------------------------------- | ---------------------------------- | ------------------------------- |
| село Богослово            | 19 248 824 003 | 6469       | 23,5                               | 9,5                                | 59°46′48″ с. ш. 39°27′48″ в. д. |
| деревня Большое Лыскарево | 19 248 824 004 | 6470       | 41,5                               | 8,5                                | 59°47′15″ с. ш. 39°16′33″ в. д. |
| деревня Бор               | 19 248 824 005 | 6471       | 41                                 | 8                                  | 59°48′58″ с. ш. 39°16′54″ в. д. |
| деревня Вечеслово         | 19 248 824 007 | 6473       | 25,5                               | 7,5                                | 59°47′30″ с. ш. 39°26′58″ в. д. |
| деревня Волосово          | 19 248 824 006 | 6472       | 29,5                               | 3,5                                | 59°49′05″ с. ш. 39°23′03″ в. д. |
| деревня Ждановская        | 19 248 824 008 | 6474       | 42                                 | 9                                  | 59°46′29″ с. ш. 39°18′12″ в. д. |
| деревня Жуково            | 19 248 824 009 | 6475       | 18,5                               | 14,5                               | 59°44′47″ с. ш. 39°31′17″ в. д. |
| деревня Кожевниково       | 19 248 824 010 | 6476       | 27                                 | 6                                  | 59°48′34″ с. ш. 39°24′32″ в. д. |
| деревня Лужино            | 19 248 824 011 | 6477       | 40                                 | 7                                  | 59°50′14″ с. ш. 39°28′05″ в. д. |
| деревня Лукачево          | 19 248 824 012 | 6478       | 19                                 | 14                                 | 59°45′15″ с. ш. 39°31′40″ в. д. |
| деревня Максимовская      | 19 248 824 016 | 6479       | 27,5                               | 8,5                                | 59°48′23″ с. ш. 39°29′37″ в. д. |
| деревня Малое Лыскарево   | 19 248 824 014 | 6480       | 41                                 | 8                                  | 59°47′29″ с. ш. 39°16′55″ в. д. |
| деревня Маслово           | 19 248 824 013 | 6481       | 35                                 | 2                                  | 59°51′48″ с. ш. 39°22′29″ в. д. |
| деревня Мыс               | 19 248 824 015 | 6482       | 43                                 | 10                                 | 59°46′09″ с. ш. 39°19′10″ в. д. |
| село Никольское           | 19 248 824 001 | 6467       | 33                                 | 0                                  | 59°50′47″ с. ш. 39°21′53″ в. д. |
| деревня Подольное         | 19 248 824 017 | 6483       | 38                                 | 5                                  | 59°50′16″ с. ш. 39°17′17″ в. д. |
| деревня Родионово         | 19 248 824 018 | 6484       | 34                                 | 1                                  | 59°51′06″ с. ш. 39°20′30″ в. д. |
| деревня Рязаново          | 19 248 824 019 | 6485       | 38                                 | 5                                  | 59°51′21″ с. ш. 39°27′02″ в. д. |
| деревня Самоново          | 19 248 824 020 | 6486       | 26,5                               | 7,5                                | 59°48′22″ с. ш. 39°28′11″ в. д. |
| деревня Сянино            | 19 248 824 021 | 6487       | 30,5                               | 2,5                                | 59°49′35″ с. ш. 39°22′36″ в. д. |
| деревня Табыково          | 19 248 824 022 | 6488       | 39                                 | 6                                  | 59°51′19″ с. ш. 39°28′00″ в. д. |
| деревня Тавлаш            | 19 248 824 023 | 6489       | 39                                 | 6                                  | 59°48′05″ с. ш. 39°18′12″ в. д. |
| деревня Филенское         | 19 248 824 025 | 6491       | 34                                 | 1                                  | 59°50′07″ с. ш. 39°21′33″ в. д. |
| деревня Чикайлово         | 19 248 824 026 | 6492       | 37,5                               | 4,5                                | 59°51′55″ с. ш. 39°26′03″ в. д. |
| деревня Шабарово          | 19 248 824 027 | 6493       | 35                                 | 2                                  | 59°51′25″ с. ш. 39°20′15″ в. д. |
| деревня Юково             | 19 248 824 028 | 6494       | 35,5                               | 2,5                                | 59°51′41″ с. ш. 39°20′05″ в. д. |

Упразднённые населённые пункты:
| Населённый пункт | ОКАТО          | Рег. номер | Расстояние до районного центра, км | Расстояние до центра поселения, км | Координаты                      | Комментарий           |
| ---------------- | -------------- | ---------- | ---------------------------------- | ---------------------------------- | ------------------------------- | --------------------- |
| деревня Бовыкино | 19 248 824 002 | 6468       | 43,5                               | 10,5                               | 59°50′10″ с. ш. 39°30′41″ в. д. | Упразднена 13.12.2000 |
| деревня Телилово | 19 248 824 024 | 6490       | 40,5                               | 7,5                                | 59°50′06″ с. ш. 39°28′13″ в. д. | Упразднена 13.12.2000 |